# Thomas Fenner
Thomas Fenner (sinh ngày 12 tháng 5 năm 1904) là một cầu thủ bóng đá người Anh thi đấu ở vị trí tiền đạo tầm xa.

## Sự nghiệp
Sinh ra ở Warrington, Fenner thi đấu cho Wigan Borough, Notts County và Bradford City.
Đối với Bradford City ông có 7 lần ra sân ở Football League, ghi 3 bàn thắng. He retired due to injury vào tháng 11 năm 1934.